# Liste der Friedhöfe in Köln
Der christliche Wunsch, möglichst nahe bei einem Märtyrer, einer Reliquie oder einem heiligen Ort beerdigt zu werden, führte vom Mittelalter an dazu, dass etwa die Hälfte der Verstorbenen in Kirchen, Klöstern oder Stiften bestattet wurden. Der beiliegende Kirch(fried)hof wurde daneben zur weiteren Hauptbegräbnisstätte der katholischen Pfarrangehörigen. Andersgläubigen blieb selbst im Tod der Zugang verwehrt. Sie wurden mit auswärtigen Verstorbenen, Verbrechern und sonstigen gesellschaftlich Ausgeschlossenen meist außerhalb der Stadtmauern auf Elend(en)friedhöfen – Elenden bedeutet so viel wie Fremde – begraben.
Trotz der unhygienischen Verhältnisse in den überfüllten Kirchen und dem offensichtlichen Mangel an Begräbnisplätzen auf den Kirchhöfen trat erst mit der französischen Besatzungszeit (1794–1815) eine entscheidende Änderung ein. 1804 wurde ein kaiserliches Dekret erlassen, dass – vor allem aus gesundheitlichen Gründen – keine Bestattungen innerhalb der (damaligen) Stadtgrenze mehr erfolgen durften. Die vormals alleinigen Beerdigungsrechte der katholischen Kirche wurden ferner der Zivilgemeinde übertragen.
Mit Eröffnung des Zentralfriedhofs Melaten 1810 wurden somit gleichzeitig die innerstädtischen Friedhöfe geschlossen; 22 – überwiegend Kirchhöfe – sollen damals insgesamt noch bestanden haben. Obwohl das obige Dekret auch für die Kirchhöfe der links- und rechtsrheinischen Vororte galt, wurden diese oft erst Jahrzehnte später durch kommunale Friedhöfe ersetzt.
2024 gibt es 55 städtische und 7 konfessionelle Friedhöfe in Köln, die als öffentliche Begräbnisstätten zugänglich sind. Die erzbischöfliche Gruft und der Domherrenfriedhof des Kölner Doms sind dem Klerus vorbehalten. Überwiegend in den Kölner Vororten sind noch Kirchhöfe in ihrer Grundsubstanz erhalten, einige wenige wurden in heute noch belegbare Friedhöfe umgewandelt bzw. erweitert.

## Legende
- Bild = Foto der Anlage
- Bezeichnung = offizieller Name des Friedhofs gemäß Hinweisschild am Eingang, eine anderweitig gebräuchliche Bezeichnung ggf. in Klammern / bei den aufgelassenen Friedhöfe ist es der Name, der in der gängigen Literatur erscheint oder ein gegebener, der sich an die Lage der Begräbnisstätte anlehnt
- Lage = Stadtteil / Straße / GPS-Koordinate
- Eröffnung = Jahr/Zeitraum der Inbetriebnahme
- Belegzeit (bei aufgelassenen Friedhöfen) = Zeitspanne, in der Grabstätten angelegt wurden
- Anmerkungen = nach Möglichkeit Informationen zur Friedhofsgröße, Anzahl der belegten Grabstätten, prominenten Verstorbenen etc.[1] Sofern der Friedhof oder wesentliche Teile in der Denkmalschutzliste (DL) oder als geschützter Landschaftsbestandteil (LB)[2] vermerkt sind, wird zu Beginn die jeweilige Listennummer in Klammern angegeben.

## Städtische Friedhöfe
| Bild | Bezeichnung                                                | Lage                                  | Eröffnung                                       | Anmerkungen |
| ---- | ---------------------------------------------------------- | ------------------------------------- | ----------------------------------------------- | --- |
|      | Friedhof Albert-Kindle-Straße (Neuer Weidener Friedhof)    | Weiden, Albert-Kindle-Straße          | 1959                                            | 37.800 m², 2960 Grabstätten. Gräber: Kurt Wolf von Borries, Udo Lattek, Kurt Edelhagen |
|      | Friedhof Bocklemünd                                        | Bocklemünd, Grevenbroicher Straße     | 1837                                            | 18.800 m², 1320 Grabstätten. Kriegerdenkmal beider Weltkriege |
|      | Friedhof Brück                                             | Brück, Hovenstraße                    | 1882                                            | (DL590) 9000 m², 970 Grabstätten |
|      | Friedhof Chorweiler                                        | Volkhoven/Weiler, Thujaweg            | 1966                                            | 111.200 m², 4160 Grabstätten |
|      | Friedhof Dellbrück                                         | Dellbrück, Thurner Straße             | 1888                                            | (DL699, LB9.19) 20.400 m², 1990 Grabstätten |
|      | Friedhof Deutz                                             | Poll, Rolshover Kirchweg 103          | 1896                                            | (DL566) 254.800 m², 14.600 Grabstätten. Grab: Kurt Alder |
|      | Friedhof Dünnwald                                          | Dünnwald, Goffineweg                  | ca. 1860                                        | (DL663) 123.500 m², 11.110 Grabstätten. Grab: Franz Peter Kürten |
|      | Alter Ehrenfelder Friedhof                                 | Lindenthal, Weinsbergstraße           | 1870                                            | (DL399) ehemals eigenständiger Friedhof für den Stadtteil Ehrenfeld, später aufgegangen im Friedhof Melaten, gehört jetzt zum Stadtteil Lindenthal |
|      | Friedhof Eil                                               | Porz-Eil, Frankfurter Straße          | ca. 1850                                        | (DL536) 8000 m², 930 Grabstätten |
|      | Friedhof Ensen                                             | Ensen, Kölner Straße                  | 1862                                            | (DL1284) 13.100 m², 2000 Grabstätten. Areal mit Kriegsgräbern des Zweiten Weltkrieges |
|      | Friedhof Esch                                              | Esch/Auweiler, Frohnhofstraße         | ca. 11. Jh.                                     | (DL489) 13.200 m², 1400 Gräber. Mittelalterlicher Kirchhof um St. Martinus, „Escher Dömchen“, der 1862 aus kirchlichem Besitz an die Zivilgemeinde (damals: Sinnersdorf) übergeben wurde. Einige Grabkreuze aus dem 16. Jh. sind noch erhalten.                                                                   |
|      | Friedhof Flittard                                          | Flittard, Hubertusstraße              | 1901                                            | 60.700 m², 5590 Grabstätten. Liegt unmittelbar an dem alten Pfarrfriedhof von St. Hubertus, der bei Eröffnung des kommunalen Friedhofs geschlossen wurde. Grab: Heinrich Roggendorf |
|      | Friedhof Frankstraße (Alter Rodenkirchener Friedhof)       | Rodenkirchen, Frankstraße             | 1854                                            | (DL190) 8600 m², 1690 Grabstätten. Mahnmal für die Gefallenen beider Weltkriege |
|      | Friedhof Fühlingen                                         | Fühlingen, Kriegerhofstraße           | ca. 1860                                        | (DL509) 11.200 m², 890 Grabstätten |
|      | Friedhof Gartenweg (Alter Weidener Friedhof)               | Weiden, Gartenweg                     | 1895                                            | (DL316) 11.400 m², 1460 Grabstätten |
|      | Friedhof Godorf                                            | Godorf, Immendorfer Straße            | 1909                                            | (DL203) 6000 m², 820 Grabstätten |
|      | Friedhof Hauptstraße (Neuer Widdersdorfer Friedhof)        | Widdersdorf, Hauptstraße              | 1955                                            | 5800 m², 510 Grabstätten |
|      | Friedhof Holweide                                          | Holweide, Burgwiesenstraße            | 1907                                            | (DL641, LB9.02) 21.800 m², 2020 Grabstätten |
|      | Friedhof Junkersdorf                                       | Junkersdorf, Statthalterhofallee      | 1951                                            | (DL8739) 25.100 m², 2240 Grabstätten. Gräber: Wilhelm Schneider-Clauß, Willi Schneider, Hannes Löhr |
|      | Friedhof Kalk                                              | Merheim, Kratzweg 1                   | 1904                                            | (DL600) 154.500 m², 13.060 Grabstätten |
|      | Friedhof Langel                                            | Langel, Schrogenweg                   | 1960er                                          | 8600 m², 980 Grabstätten |
|      | Friedhof Lehmbacher Weg                                    | Brück, Lehmbacher Weg                 | 1972                                            | 107.200 m², 7520 Grabstätten. Grabfelder für Muslime, Armenier und Jesiden sowie ein Grabfeld für anonyme Bestattungen |
|      | Friedhof Leidenhausen                                      | Eil, Schubertstraße                   | 1960er                                          | 146.000 m², 7700 Grabstätten. Parkfriedhof, seit 2020 Baumbestattungen möglich |
|      | Friedhof Libur                                             | Libur, Stockumer Weg                  | 1960er                                          | 4200 m², 330 Grabstätten. Friedhof ist überwiegend nicht belegt. |
|      | Friedhof Longerich                                         | Longerich, Alexander-Petoefi-Platz    | 1900                                            | 85.400 m², 5450 Grabstätten. Grab: Otto Doppelfeld |
|      | Friedhof Lövenich                                          | Lövenich, Am Heidstamm                | 1921                                            | (DL8738) 10.400 m², 1170 Grabstätten. Grab: Kurt Brumme |
|      | Friedhof Melaten                                           | Lindenthal, Aachener Straße 204       | 1810                                            | (DL254) 435.000 m², 55.540 Grabstätten. Der erste Kölner Zentralfriedhof wurde auf dem ehemaligen Gelände einer Leprosenanstalt und Hinrichtungsstätte angelegt. Zahlreiche Gräber von Prominenten. Friedhof mit den meisten Kölner Grabstellen. Seit Juni 2024 mit Kolumbarium im Gebäude der alten Trauerhalle. |
|      | Friedhof Merkenich                                         | Merkenich, Jungbluthstraße            | 1870                                            | (DL498) 7000 m², 820 Grabstätten |
|      | Friedhof Meschenich                                        | Meschenich, Trenkebergstraße          | 1919                                            | (DL214) 4600 m², 790 Grabstätten. Grabkreuze aus dem 16.–18. Jh. von dem ehemaligen Kirchhof St. Blasien vorhanden. |
|      | Friedhof Mülheim                                           | Höhenberg, Frankfurter Straße 293–297 | 1904                                            | 190.000 m², 14.090 Grabstätten. Grab: Leo Kofler |
|      | Friedhof Müngersdorf                                       | Müngersdorf, Kirchenhof               | 1873                                            | 10.500 m², 1370 Grabstätten. Gräber: Hildegard Domizlaff. Werner Ingendaay, Paul Schallück, Rudolf Schwarz |
|      | Friedhof Niederzündorf                                     | Zündorf, Burgweg                      | ca. 1900                                        | (DL530) 5700 m², 500 Grabstätten. Liegt zwischen den Kirchen St. Michael und St. Mariä Geburt. |
|      | Friedhof Niehl                                             | Niehl, Feldgärtenstraße               | 1868                                            | (DL422) 50.100 m², 4430 Grabstätten. 1931 zunächst geschlossen, wurde er ab September 1948 wieder für Beerdigungen freigegeben, um den Nordfriedhof zu entlasten. |
|      | Friedhof Oberzündorf                                       | Zündorf, Sankt-Martin-Straße          | ca. 17. Jh.                                     | 11.500 m², 1200 Grabstätten. ehemaliger Kirchhof St. Martinus. Grabkreuze aus dem 17. Jh. erhalten. |
|      | Friedhof Pesch                                             | Pesch, Birkenweg                      | 1960er                                          | 5500 m², 550 Grabstätten Gräber: Heribert Klar, Hans „Das Ei“ Zimmermann |
|      | Friedhof Porz                                              | Porz, Alfred-Nobel-Straße             | Ende 19. Jh.                                    | (DL522) 31.600 m², 4330 Grabstätten |
|      | Friedhof Rath-Heumar                                       | Heumar, Fockerweg                     | 1850                                            | 53.100 m², 5130 Grabstätten |
|      | Friedhof Rheinkassel                                       | Rheinkassel, Alte Römerstraße         | 1849                                            | (DL471) 6800 m², 740 Grabstätten |
|      | Friedhof Rondorf                                           | Rondorf, Giesdorfer Straße            | 1915                                            | (LB2.08) 6000 m², 970 Grabstätten |
|      | Friedhof Scharffensteinstraße (Alter Stammheimer Friedhof) | Stammheim, Scharffensteinstraße       | 1888                                            | (DL686) 8800 m², 950 Grabstätten |
|      | Friedhof Schönrather Hof (Neuer Mülheimer Friedhof)        | Mülheim, Haslacher Weg                | 1967                                            | 154.300 m², 9710 Grabstätten. Parkfriedhof als Entlastung des Friedhofs Mülheim |
|      | Friedhof Stammheimer Ring (Neuer Stammheimer Friedhof)     | Stammheim, Stammheimer Ring           | 1914                                            | (LB9.23) 26.800 m², 1960 Grabstätten |
|      | Friedhof Steinneuerhof                                     | Höningen, Kapellenstraße              | 1969                                            | 29.100 m², 9920 Grabstätten. Als Entlastung des Südfriedhofs geplant. In weiten Teilen noch ungerodeter Wald. Grabfelder für anonyme und Baum-Bestattungen |
|      | Friedhof Sürth                                             | Sürth, Kölnstraße                     | 1895                                            | 23.600 m², 1790 Grabstätten. Angelegt als Ersatz für den Kirchhof an St. Remigius. Grab: Harry Blum |
|      | Friedhof Sürther Straße (Neuer Rodenkirchener Friedhof)    | Rodenkirchen, Sürther Straße          | 1941                                            | (DL233) 51.500 m², 5770 Grabstätten. Gräber: Werner Höfer, Gerd Lohmer, Wolfgang Sauer |
|      | Friedhof Turmgasse (Alter Widdersdorfer Friedhof)          | Widdersdorf, Turmgasse                | ca. 17. Jh. / kommunaler Friedhof seit ca. 1880 | (DL258) 1800 m², 200 Grabstätten. Vormals Kirchhof von St. Jakobus |
|      | Friedhof Urbach                                            | Urbach, Mühlenweg                     | 1857                                            | (DL559, LB7.26) 25.000 m², 3050 Grabstätten. Ehrenmal der damaligen UdSSR für die im Zweiten Weltkrieg gefallenen sowjetischen Zwangsarbeiter |
|      | Friedhof Volkhoven-Weiler                                  | Volkhoven/Weiler, Damiansweg          | 1900                                            | (DL484) 5400 m², 560 Grabstätten. Grabstätte der 1964 bei dem Attentat von Volkhoven getöteten Kinder |
|      | Friedhof Wahn                                              | Wahn, Siebengebirgsallee              | 1893                                            | (LB7.33) 33.500 m², 3370 Grabstätten |
|      | Friedhof Weiß                                              | Weiß, Weißer Hauptstraße              | 1921                                            | (DL246) 10.000 m², 990 Grabstätten. Im Juni 2025 wurde hier nach Umbau der alten Trauerhalle das zweite städtische Kolumbarium mit 160 Doppel-Urnen-Plätzen eröffnet. |
|      | Friedhof Westhoven                                         | Westhoven, Paulstraße                 | 1960er                                          | 25.000 m², 1750 Grabstätten |
|      | Friedhof Worringen                                         | Worringen, Hackhauser Weg             | 1841                                            | (DL494) 55.000 m², 5000 Grabstätten, seit 2020 Baumbestattungen möglich |
|      | Nordfriedhof                                               | Weidenpesch, Pallenbergstraße 45      | 1896                                            | (DL439, LB5.01) 479.100 m², 44.550 Grabstätten. Eine Verkehrsstraße trennt den alten vom neuen Friedhofsteil. Grabfelder für anonyme Urnenbeisetzungen und für Baumbestattungen |
|      | Ostfriedhof                                                | Dellbrück, Dellbrücker Mauspfad       | 1946                                            | 580.800 m², 18.810 Grabstätten. Anlage als Waldfriedhof, liegt zum Teil auf zahlreichen Hügelgräbern. Bestattungswald für anonyme Urnenbeisetzungen, Grabfeld für Baumbestattungen |
|      | Südfriedhof                                                | Zollstock, Höninger Platz 25          | 1901                                            | (DL201) 615.400 m², 47.660 Grabstätten. Flächenmäßig größter Friedhof Kölns. Weite Areale mit Kriegsgräbern des Ersten und Zweiten Weltkrieges. Italienischer und Britischer Ehrenfriedhof. |
|      | Westfriedhof                                               | Vogelsang, Venloer Straße 1132        | 1917                                            | (DL392) 523.000 m², 45.580 Grabstätten. Grabfelder für Kriegsgräber des Zweiten Weltkrieges, Opfer der NS-Herrschaft, Roma-, muslimische und jüdische Verstorbene. Standort des Städtischen Krematoriums |

## Konfessionelle Friedhöfe
| Bild | Bezeichnung                                              | Lage                                  | Eröffnung     | Anmerkungen |
| ---- | -------------------------------------------------------- | ------------------------------------- | ------------- | --- |
|      | Ahlbach Columbarium                                      | Ehrenfeld, Venloer Str. 685           | November 2013 | Urnen-Friedhof auf dem Gelände des Kölner Bestattungsunternehmens Ahlbach unter Trägerschaft der Alt-Katholischen Kirche                                                                                     |
|      | Alter Katholischer Friedhof Köln-Mülheim                 | Mülheim, Sonderburger Straße          | ca. 11. Jh.   | (DL8736) Der Friedhof hat sich weitgehend aus dem alten Kirchhof bei St. Mauritius erhalten können. Nach Zerstörung der Kirche wurde 1849 aus dem ehemaligen Chor die heutige Friedhofskapelle erbaut.       |
|      | Domgruft (Kölner Dom)                                    | Altstadt Nord, Domkloster 4           | 1969          | Die erzbischöfliche Gruft mit 16 Grabkammern entstand 1958 bis 1969 durch den Dombaumeister Willy Weyres. |
|      | Domherren-Friedhof (Kölner Dom)                          | Altstadt Nord, Domkloster 4           | 1925          | Von Dombaumeister Bernhard Hertel am Ostchor des Domes mit 88 Belegungen für die Mitglieder des Kölner Domkapitels angelegt. Der Friedhof ersetzt die alte Gruftanlage am Hauptweg auf dem Melaten-Friedhof. |
|      | Evangelischer Friedhof Köln-Mülheim                      | Mülheim, Bergisch-Gladbacher Str. 86  | ca. 1614      | (DL3711) Der Friedhof entstand, als Mülheim noch selbstständig war und den anderswo abgewiesenen evangelischen Gläubigen freie Ausübung ihrer Religion gewährte. Gräber: Christoph Andreae, Toni May         |
|      | Grabeskirche St. Bartholomäus                            | Ehrenfeld, Helmholtzplatz 13          | 2014          | Urnenkirche mit 2400 Grabstellen. Träger ist die katholische Kirchengemeinde Zu den Heiligen Rochus, Dreikönigen und Bartholomäus. Grab: Walter Bockmayer                                                    |
|      | Jüdischer Friedhof Bocklemünd                            | Vogelsang, Venloer Straße 1152        | 1918          | 44.818 m², 6800 Grabstätten. Der einzige für Begräbnisse offene jüdische Kölner Friedhof |
|      | Katholischer Friedhof Immendorf (Friedhof St. Servatius) | Immendorf, Immendorfer Hauptstraße 22 | ca. 17. Jh.   | 250 Grabstätten. Mittelalterlicher Kirchhof bei St. Servatius, der 1863/64 zu seinem jetzigen Aussehen erweitert wurde. Grabkreuze aus dem 18. Jh. vorhanden.                                                |
|      | Katholischer Friedhof Roggendorf/Thenhoven               | Roggendorf/Thenhoven, Baptiststraße   | 1887          | Der neue Friedhofsteil wurde 1985 angelegt und ist durch die Baptiststraße vom alten getrennt. 2017 wurde ein Grabfeld für Sternenkinder angelegt.                                                           |

## Sonstige Friedhöfe
| Bild | Bezeichnung       | Lage                            | Eröffnung | Anmerkungen                                                                |
| ---- | ----------------- | ------------------------------- | --------- | -------------------------------------------------------------------------- |
|      | Tierfriedhof Köln | Stammheim, Höhenhauser Ring 100 | 2004      | Privater Friedhof für Haustiere. Anonyme, Sarg- und Urnen-Tierbestattungen |

## Aufgelassene Friedhöfe
Die Liste der aufgelassenen, für Belegungen geschlossenen Friedhöfe führt auch entwidmete bzw. umgewidmete Friedhöfe auf, sofern im heutigen Stadtbild noch Überreste oder Gedenksteine von ihnen zu finden sind. Die aufgeführten Belegzeiten sind nur als ungefähre Orientierung zu sehen, da die Quellenlage dazu sehr dürftig ist und ferner in vielen Fällen über die offizielle Schließung hinaus weitere vereinzelte Bestattungen erfolgten.
| Bild | Bezeichnung                                             | Lage                                         | Belegzeit                                        | Anmerkungen |
| ---- | ------------------------------------------------------- | -------------------------------------------- | ------------------------------------------------ | --- |
|      | Friedhof der Familie von Andreae                        | Dellbrück, Im langen Bruch                   | ca. 1882 – ca. 1971                              | (DL670) privater Friedhof der evangelischen Kaufmannsfamilie von Andreae auf Gut Mielenforst |
|      | Friedhof Bayenthal (auch: Friedhof Arnoldshöhe)         | Raderthal, Bonner Straße / Heidekaul         | 1876– 1914                                       | (DL184) Der kommunale Friedhof gehörte damals zu Bayenthal. Ab 1904 wurde er für Reihengräber geschlossen, die Beerdigungen erfolgten dafür auf dem Südfriedhof. Nur Hochkreuz erhalten |
|      | Friedhof Bickendorf (Alpener Straße)                    | Ehrenfeld, Alpenerplatz                      | 1824–1854                                        | Der Friedhof der Kirchengemeinde Bickendorf lag an der damaligen Ecke Venloer/Alpener Straße. Abgeräumt. Gedenkkreuz vorhanden |
|      | Friedhof Bickendorf (Feltenstr.) (auch: Feltenfriedhof) | Bickendorf, Feltenstraße                     | 1854–1945 (ab 1920 für Reihengräber geschlossen) | (DL357, LB4.01) Ersatz für den Friedhof auf dem Alpener Platz. Friedhofsmauer und einige Grabsteine sind noch erhalten. 13 Grabkreuze des 16. – 18. Jh. vom ehemaligen Kirchhof St. Mechtern. |
|      | Friedhof Deckstein                                      | Lindenthal, Decksteiner Straße               | 1869–1917 (ab 1902 für Reihengräber geschlossen) | (DL276) Kommunaler Friedhof von der Gemeinde Efferen angelegt. Nachdem der Kirchhof am Krieler Dömchen geschlossen wurde, fanden hier die Beerdigungen der Krieler und Lindenthaler Kirchengemeinde statt. Entwidmet, nun Park mit einigen noch erhaltenen Grabsteinen. |
|      | Alter Friedhof Deutz                                    | Deutz, Deutz-Kalker-Straße                   | 1824–1896                                        | (DL32) alter kommunaler Friedhof. Nach Entwidmung in den 1920er Jahren nun Parkanlage. Einige Grabsteine noch vorhanden |
|      | Elendsfriedhof St. Gregorius                            | Altstadt-Süd, An St. Katharinen 5            | 12. Jh. – ca. 1820                               | (DL1008) Der alte Friedhof der Elenden, d. h. der Ausländer, Heimatlosen und Verbrecher, wurde 1580 von der evangelischen Familie de Groote übernommen und 1675 mit einer neuen Kirche bebaut. |
|      | Friedhof Geldernstraße (Friedhof Nippes)                | Bilderstöckchen, Geldernpark                 | 1869–1918                                        | (DL418) Nach Schließung des Kirchhofs Alt St. Katharina angelegt. 1899 für Reihengräber geschlossen, Beerdigungen für Nippes, Riehl und (linksrheinisch) Merheim (neu: Weidenpesch) erfolgten seitdem auf dem Nordfriedhof. 1946 abgeräumt, seit 1969 Stadtteil Bilderstöckchen, heute Geldernpark |
|      | Kriegsgräberstätte St. Georg                            | Altstadt-Süd, Georgsplatz 17                 | 1945                                             | Nach dem letzten Luftangriff auf Köln am 2. März 1945 wurde der begrünte Innenhof des Kreuzgangs als Notfriedhof genutzt. In den 1950er Jahren richtete die Kriegsgräberfürsorge die ca. 20 Grabstätten als bleibende Gedenkstätte ein. |
|      | Kirchhof St. Gereon (Altstadt-Nord)                     | Altstadt-Nord, Gereonsdriesch 2–4            | ca. 16. Jh. – 1945                               | Kirchlicher Friedhof mit Gedenksteinen an verstorbene Geistliche und Stifter. Einige Grabsteine aus dem Zweiten Weltkrieg, als der Kirchhof als Notfriedhof für die vielen Opfer der Bombardierungen benutzt wurde. |
|      | Kirchhof St. Gereon (Merheim)                           | Merheim, von-Eltz-Platz                      | 8. Jh. – 1915                                    | (DL944, LB8.02) 1854 wurde der Kirchhof auf die jetzige Fläche erweitert. Gleichzeitig wurde er auf Druck der Regierung auch für Nichtkatholiken geöffnet. Erhalten sind mehrere Grabsteine des 19. Jh., und Grabkreuze des 16.–18. Jh. |
|      | Geusenfriedhof                                          | Lindenthal, Kerpener Straße                  | 1584–1876                                        | (DL866) Ältester evangelischer Friedhof des Rheinlands. Ca. 220 Grabstätten erhalten |
|      | NS-Gedenkstätte Gremberger Wäldchen                     | Humboldt/Gremberg, Gremberger Wäldchen       | 1941–1945                                        | Gräberfeld mit Gedenksteinen an 74 sowjetische Zwangsarbeiter(innen), die im Zweiten Weltkrieg ermordet und dort in einem Massengrab beerdigt wurden |
|      | Kirchhof St. Hubertus                                   | Flittard, Hubertusstraße 3                   | 10. Jh. – 1901                                   | Die Zeit über war der Kirchhof die Begräbnisstätte der katholischen Pfarrgemeinde. 1901 schloss er mit der Eröffnung des kommunalen Friedhofs Flittard, der westlich an die Kirche angrenzt. 64 Grabkreuze sind noch erhalten. |
|      | Judenbüchel                                             | Raderberg, Am Bonntor                        | ca. 11. Jh.–Ende 17. Jh.                         | Der jüdische Friedhof befand sich auf dem Gelände der heutigen Großmarkthalle. Nach vorübergehender Freilegung im Jahr 1922 wurde er 1936 endgültig geschlossen und die Gebeine hauptsächlich auf den Jüdischen Friedhof in Bocklemünd umgebettet. |
|      | Jüdischer Friedhof Deckstein                            | Lindenthal, Decksteiner Straße               | 1910 – ca. 1965                                  | 2700 m², ca. 300 Grabstätten. Friedhof der jüdisch-orthodoxen Austrittsgemeinde Adass Jeschurun |
|      | Jüdischer Friedhof Deutz                                | Deutz, Judenkirchhofsweg                     | 1698–1941                                        | (LB1.05) 18.000 m². Der Friedhof wurde 1918 – mit Eröffnung des Jüdischen Friedhofs Bocklemünd – offiziell geschlossen, einzelne Bestattungen fanden noch bis 1941 statt. |
|      | Jüdischer Friedhof Ehrenfeld                            | Lindenthal, Melatengürtel                    | 1899–1938                                        | (DL7821) 2500 m², 225 Grabstätten und 45 Grabsteine des abgeräumten jüdischen Friedhofs in Zülpich |
|      | Jüdischer Friedhof Mülheim                              | Mülheim, Am Springborn / Neurather Ring      | 1774–1942                                        | 1741 m², ca. 160 Grabstätten |
|      | Jüdischer Friedhof Zündorf                              | Zündorf, Gartenweg/Hasenkaul                 | 1923–1942                                        | (DL5576, LB7.19) 6 Grabsteine noch erhalten |
|      | Alter Friedhof Junkersdorf                              | Junkersdorf, Lindenweg                       | 1860–1952                                        | (DL308) Entwidmet, Parkanlage mit ca. 30 Grabsteinen, einem Ehrenmal für die Opfer beider Weltkriege und ca. 20 Kriegsgräbern |
|      | Alter Friedhof Kalk/Vingst                              | Kalk, Kapellenstraße                         | 1857–1904 bzw. –1920er                           | (DL596) Der Kalk/Vingster Friedhof lag an der Kirchstraße (jetzt: Kapellenstraße). Als er zu klein und 1904 geschlossen wurde, erwarb die Gemeinde Vingst zunächst für sich ein eigenes Stück an der Südseite des alten Friedhofs, bis sie schließlich in den 1920er Jahren wegen Platzmangels auch zu dem neuen Kalker Friedhof am Kratzweg wechseln musste. Entwidmet, nun Parkanlage, Friedhofsmauer und ca. 50 Gräber noch vorhanden. |
|      | Kirchhof Alt St. Katharina (Niehler Dömchen)            | Niehl, Sebastianstraße 231 / Niehler Damm    | ca. 15. Jh. – 1868                               | (DL1266) Mit Eröffnung des Kommunalfriedhofs Niehl wurde der Pfarrkirchhof geschlossen. Die wenigen erhaltenen Grabsteinen sind größtenteils verwittert. |
|      | Klarissen-Friedhof                                      | Kalk, Kapellenstr. 51–53                     | 1925–2013                                        | Friedhof mit 25 Grabstätten des 2014 aufgelösten Klarissenklosters, das danach zu einem Wohnkomplex für Flüchtlinge und Bedürftige umgebaut wurde |
|      | Alter Friedhof Libur                                    | Libur, Pastor-Huthmacher-Straße 7            | 17. Jh. – ca. 1970                               | (DL1290) Der Friedhof liegt an St. Margaretha. Grabsteine aus dem 17. bis 20. Jh. vorhanden. Neben dem Friedhof wurde ein Gräberfeld für die im Zweiten Weltkrieg verstorbenen Ortsansässigen angelegt. |
|      | Alter Friedhof Longerich                                | Longerich, Kriegerplatz                      | ca. 10. Jh. –1903                                | (DL429) Aus dem Kirchhof bei Alt St. Dionysius (1913 abgerissen) entstand 1871 der städtische Friedhof. Nach Schließung wurden die Toten erst in den 1950er umgebettet. Entwidmet, nun Park mit Kriegerdenkmal von 1871 |
|      | Kirchhof St. Martin (Oberzündorf)                       | Zündorf, Hauptstraße 43–47/Burgweg           | ca. 1000 – 1935                                  | (DL1339) Nach dem Zweiten Weltkrieg wurde er eingeebnet. Einige noch erhaltene Grabkreuze aus dem 16.–18. Jh. wurden an der Außen- bzw. Sakristeimauer der Kirche befestigt. |
|      | Kirchhof Alt St. Maternus                               | Rodenkirchen, Steinstraße                    | ca. 9. Jh. – 1854                                | (DL915) Mit Eröffnung des Kommunalfriedhofs Frankstraße wurde er für Bestattungen geschlossen. Grabkreuze aus dem 16. bis 18. Jh. sind teilweise in die Friedhofsmauer eingelassen worden. |
|      | Alter Merheimer Friedhof                                | Merheim, Kratzweg (gegenüber Soester Straße) | 1884–1915                                        | (DL599) Der Gemeindefriedhof wurde für die Stadtteile Merheim, Ostheim, Höhenberg, Wichheim und Schweinheim angelegt. 1971 erfolgte die Entwidmung. Die Eingangs-Einfriedung und ein Hochkreuz erinnern in der Grünanlage noch an die ehemalige Begräbnisstätte. |
|      | Alter Friedhof Merheim (nun: Weidenpesch)               | Weidenpesch, Schmiedegasse / Leuthenstraße   | ca. 1750 – ca. 1899                              | (DL433) ehemaliger dann erweiterter Kirchhof der Kirche St. Stephanus, die im Zweiten Weltkrieg zerstört wurde. Friedhof lag im linksrheinischen Merheim (1952 umbenannt in Weidenpesch). Entwidmet, nun Park hinter der Kapelle „Madonna im Grünen“. In das noch vorhandene Teilstück der Friedhofsmauer sind alte Grabsteine eingelassen.                                                                                               |
|      | Militärfriedhof Wahnheide                               | Porz-Wahnheide, Flughafenstraße 1            | 1871–1977                                        | öffentlicher Friedhof der Stadt Köln im militärischen Sperrgebiet (Anmeldung bei der Luftwaffenkaserne Wahn erforderlich). Kriegsgräber und Gedenksteine. Gräber: Max Reichpietsch, Albin Köbis |
|      | Kirchhof St. Nikolaus (Dünnwald)                        | Dünnwald, Holzweg 1                          | 1118–1860                                        | Von Anfang bis Ende war der Kirchhof die Begräbnisstätte der katholischen Pfarrgemeinde. Er schloss 1860 mit der Eröffnung des kommunalen Friedhofs Dünnwald. Zahlreiche Grabkreuze des 16. bis 18. Jahrhunderts sind noch erhalten. |
|      | Kirchhof St. Nikolaus-Kapelle                           | Westhoven, Pfarrer-Nikolaus-Vogt-Weg 2       | 1128–1929                                        | (DL1295) Begräbnisstätte für Arme bis ca. 1805, dann Kommunalfriedhof bis zur Schließung 1929. Zahlreiche Grabsteine aus dem 17.–19. Jh. noch erhalten. |
|      | Friedhof Poll                                           | Poll, Poller Damm                            | 1868–1913                                        | (DL564) ursprünglich 2100 Grabstätten. 1977 entwidmet. Park mit mehreren noch erhaltenen Grabsteinen. 2018 wurden zum 150. Jahrestag vier Gedenktafeln aufgestellt. |
|      | Kirchhof St. Severin (Lövenich)                         | Lövenich, Kirchgasse 3                       | ca. 11. Jh. – 1896                               | Bis zur Schließung war es ein katholischer Begräbnisplatz. Gräber wurden 1925 abgeräumt, Grabkreuze aus dem 16. bis 18. Jh. noch vorhanden. |
|      | Kirchhof Alt St. Stephan (Krieler Dömchen)              | Lindenthal, Suitbert-Heimbach-Platz          | 17. Jh. – 1869                                   | (DL5245) Ältester Friedhof Lindenthals, Grabsteine aus dem 17. Jh. erhalten |
|      |                                                         |                                              |                                                  | |